# Pon una Foto en la Calle

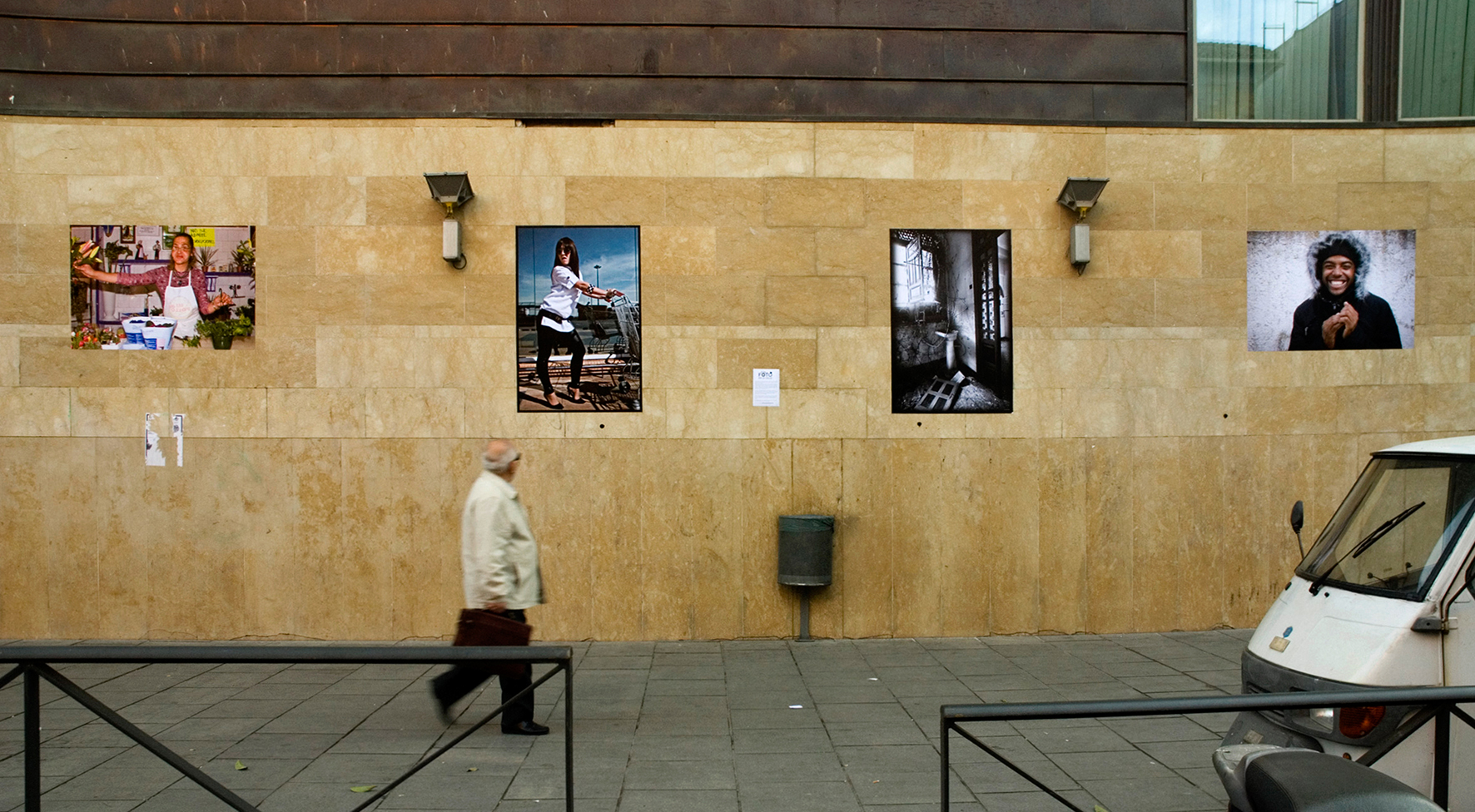
PFC'09
Granada, España. Foto de Argider Aparicio San Felices

PFC (Pon una Foto en la Calle) es un proyecto sociocultural ideado y dirigido por el polifacético Juan Carril Márquez, que nació tras la redacción del Manifiesto Homo Ars (8 de noviembre de 2008), con la intención de fomentar un debate sobre el concepto arte y facilitar su accesibilidad real para el conjunto de individuos y colectividades.
En la actualidad se ha convertido en uno de los festivales fotográficos populares más internacionalmente reconocidos.

## Precedentes

### Manifiesto Homo Ars
El 8 de noviembre de 2008 Juan Carril Márquez redactó el Manifiesto Homo Ars. Sobre la idea de arte y su función, el cual fue suscrito por una serie de personalidades del mundo de la cultura, el arte y la educación de diferentes países. 

Dicho manifiesto pretendía enfatizar la idea de que la realidad imperante es excesivamente diversa y compleja como para delegarla exclusivamente en manos ajenas. El concepto de sociedad, entendida como un todo unitario, es práctico en términos generales a determinada escala, pero demasiado injusto en ocasiones, ya que se desentiende de un contexto en el que no todos somos iguales. Vivimos en un mismo mundo, pero las circunstancias de la vida, nuestra personalidad, entorno social, expectativas, alcance real a necesidades vitales básicas y superfluas, ideales,..., son heterogéneos, por lo que resulta imposible ser justos utilizando criterios uniformes para el conjunto de personas que puedan integrar la o las sociedades. De ahí la negación respecto a la presunción de que el marco descriptivo es la realidad que afecta de manera conjunta y equitativa a la sociedad como un todo, que la situación socio-económica de cada uno de nosotros viene determinada por este mismo marco y que la única solución posible es la actuación unilateral de estos círculos de poder. Esta última afirmación es uno de los elementos fundamentales del manifiesto, ya que no solamente es utilizada por estos mismos círculos de poder, sino que nos sirve también a los demás para delegar nuestra responsabilidad, sin ningún tipo de remordimiento.
Y es aquí donde, entendiendo que el arte es un lenguaje independiente del verbal, útil para el desarrollo intelectual y para establecer unos canales de comunicación diferentes al anterior, para con los demás y nosotros mismos, se defendía una idea de arte libre y accesible a cualquier individuo, como instrumento positivo para el mismo y/o para la sociedad en términos cualitativos y no económicos. Dando fin al manifiesto con la idea fundamental de que el arte es para las personas.

### UIFOTO
PFC nació como un proyecto sociocultural amplio. En un primer momento, Carril Márquez creyó que precisaba de un marco institucional que avalara, tanto éste, como otros proyectos paralelos. Ante un marco social de indefensión por el aislamiento existente entre individuos y también entre colectividades socioculturales dentro del ámbito de la fotografía, ideó y concretó la UIFOTO (Unión Internacional de Fotógrafos). Su propósito inicial consecuente fue intensificar las relaciones intersectoriales en fotografía, para tratar de paliar la situación de indefensión que, por separado, estaba sufriendo el fotógrafo profesional en la era de la digitalización del sector.
Un año después (ya en 2010) y entendiendo que el Proyecto, concebido como algo de todos y para todos, no podía verse encorsetado dentro de una institución, PFC continuó su andadura de forma independiente.

## El nacimiento
Con este planteamiento, lo defendido no podía quedarse en la simple manifestación de ideas recogidas en un escueto texto, por lo que se decidió implementar un proyecto que diera cabida práctica a esa declaración de buenas intenciones. Es así como nació PFC, celebrándose por primera vez el 18 de mayo de 2009.

## La fecha
PFC nació con la vocación de eliminar esas barreras impositivas que desvinculan al arte de la sociedad, criticando la institucionalización del mismo. Por ello, la fecha escogida tampoco es casual. Carril Márquez entendía que debía ser cuidadosamente escogida simbolizando esa crítica. Eligió el 18 de mayo. Desde 1977, y coordinado por el ICOM (Consejo Internacional de Museos), se celebra el día internacional del museo cada 18 de mayo. El hacer coincidir ambas celebraciones propone la comparación de ambos puntos de vista en cuanto a la idea de lo que es o debe ser arte. PFC es, a la vez, celebración y crítica, pretendiendo:
- Denunciar el aislamiento al que se somete la obra de arte en general, dentro de habitáculos institucionalizados que, en la práctica, generan una distancia física y mental entre el arte y las personas, a la vez que relegan a estos elementos a una condición eminentemente ornamental.

- Paliar la situación anterior, acercando el arte a la sociedad (concepto inverso al tradicionalmente utilizado), a la vez que reducir aquellas trabas que la institucionalización artística somete a todo creador (llámese artista o no) para exponer su obra, posibilitando la exposición individual o colectiva en este acto.

- Abrir un debate sobre el concepto artístico, además de indagar en las necesidades e interrelaciones existentes entre arte y sociedad.

- Y democratizar la privatización de lo artístico a través de la utilización de la fotografía en sus diferentes facetas: artística, informativa y social.

## Países participantes
- Argentina
- Brasil
- Colombia
- Chile
- Ecuador
- El Salvador
- España
- Estados Unidos
- Guatemala
- México
- Portugal
- Puerto Rico
- Venezuela

## Premios
- 2013 El Proyecto PFCes declarado de Interés Público Nacional por la Cámara de Diputados (el 2 de octubre de 2013)[¿dónde?].
- 2014 El director del proyecto (Juan Carril Márquez) recibe el Premio Ciutat de Sant Adrià por «su papel como autor, impulsor e ideólogo del proyecto internacional PFC (Pon una Foto en la Calle), por acercar la cultura y el arte a todos, y su trayectoria activista socio-artística».

## Ideólo y Coordinador General del proyecto

### Juan Carril Márquez
Juan Francisco Carril Márquez, conocido popularmente como Juan Carril (Madrid, 24 de junio de 1974), Community Manager, experto en E-learning, licenciado en Geografía y activista socio-artístico es la persona que dio vida al proyecto Pon una Foto en la Calle.

### Biografía
Madrileño de nacimiento, padre gallego y madre extremeña, ha sido en Cataluña donde ha pasado la práctica totalidad de su vida. Poco tiempo después, tras cumplir un año, sus padres cambiaron la residencia familiar, trasladándose a la ciudad barcelonesa de Badalona, donde vivió su infancia y juventud. Es en esta época de su vida en la que, a lomo de su bicicleta, la compañía de su primo Francisco Javier y una pequeña Konica de 35 mm, se fue aficionando al mundo de la fotografía, una de sus pasiones en las que ha trabajado de forma autodidacta, no solamente desde la faceta de retratista, sino también a través de proyectos (como la edición de la Guía Práctica de las Entidades Fotográficas Españolas, un referente en el mundo de la fotografía en su país) que pretendían colectivizar, informar y cohesionar a todo un sector sumido en un rotundo cambio de paradigma.
En 1994 se graduó como técnico de Administración y Gestión, pero fue su inquietud social la que hizo que se matriculara, años después, en la Universidad de Barcelona, licenciándose en Geografía, en su especialidad Social y Humana, en 2001.
Independientemente de su actividad profesional, Juan Carril ha publicado diferentes obras, siendo relevante destacar el papel que ha desempeñado reivindicando un arte fuera de la hermética institución museística (expuesta y denunciada en su obra “La alienación del arte”), dirigiendo el proyecto sociocultural Pon una Foto en la Calle, con la intención de fomentar un debate sobre el concepto arte y facilitar su accesibilidad para el conjunto de individuos y colectividades.